# الانتخابات التشريعية العراقية 2014
الانتخابات البرلمانية العراقية هي أول انتخابات برلمانية منذ الانسحاب الأمريكي من العراق عام 2011م، ورابع انتخابات منذ الغزو الأمريكي للعراق عام 2003م.
وتنافس أكثر من 277 حزباً وتياراً عراقياً على 328 مقعداً في البرلمان العراقي. وقد جرت الانتخابات في 30 إبريل 2014م وفي 18 محافظة عراقية بما فيها الأنبار التي تشهد موجات متصاعدة من القتال بين قوات الحكومة العراقية وثوار عشائر الأنبار. وقد استثنيت محافظة الفلوجة ومدينة الكرمة من إجراء الانتخابات فيها. وحق لأكثر من 22 مليون عراقي التصويت في هذه الانتخابات. بلغت نسبة الاقتراع في الانتخابات أكثر من 60% بما يشكل أكثر من 12 مليون ناخب ممن يحق لهم التصويت. وقد أُعلنت النتيجة النهائية للانتخابات في 19 مايو 2014م.

## أرقام
شارك في هذه الإنتخابات 18 محافظة عراقية، وقد استثنيت مدينة الفلوجة ومدينة الكرمة من الإقتراع بسبب سوء الأوضاع الأمنية وكذلك بعض أحياء الرمادي. حق ل22 مليون عراقي الانتخاب، وبلغ عدد المرشحين للانتخابات 9039 مرشحاً ينتمون لـ277 حزباً وتياراً سياسياً. وتنافس المرشحون على 328 مقعداً في البرلمان العراقي.

## المرشحون

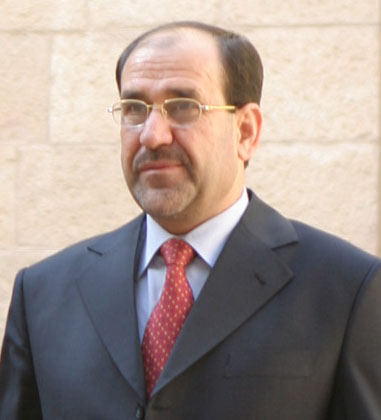
نوري المالكي رئيس مجلس الوزراء العراقي، ومن أبرز المرشحين لرئاسة الحكومة. يواجه المالكي انتقادات شديدة تخص الأمن في العراق

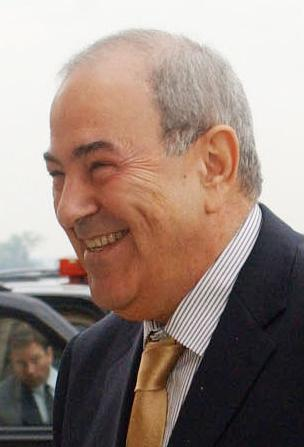
إياد علاوي رئيس مجلس الوزراء العراقي الأسبق

تنافس في هذه الإنتخابات أكثر من 277 تياراً وحزباً مختلفاً، ولعل من أبرز مرشحي الانتخابات هم :
- نوري المالكي: رئيس مجلس الوزراء العراقي السابق (2006م - 2014م)، ورئيس حزب الدعوة.
- إياد علاوي: طبيب عراقي ومعارض سابق، تولى منصب رئاسة الحكومة العراقية منذ 28 يونيو 2004م وحتى 6 إبريل 2005م.[12]
- عمار الحكيم: رئيس المجلس الأعلى الإسلامي في العراق منذ سبتمبر 2009م، وقد أسس مؤسسة شهيد المحراب والتي تقدم أنشطة ثقافية واجتماعية عديدة.[13]
- مسعود برزاني: رئيس الحزب الديمقراطي الكردستاني منذ 1979م، ورئيس إقليم كردستان العراق منذ عام 2005م.
- مقتدى الصدر: زعيم شيعي شهير، أسس ميليشيا جيش المهدي، ورأس مجلة الهدى، وهو عميد جامعة الصدر الإسلامية.
- أسامة النجيفي: رئيس مجلس النواب العراقي السابق (2010م - 2014م)، وقد كان وزيراً للصناعة في حكومة إبراهيم الجعفري (2005م - 2006م).

## التصويت في الخارج
تنتشر المفوضية العليا المستقلة للانتخابات في العراق في 19 بلداً وتتركز معظم فروع المفوضية في دول غرب أوروبا والدول المجاورة للعراق.
وقد شارك في انتخابات الخارج حوالي نصف مليون عراقي من اصل مليوني عراقي في الخارج ممن له حق الانتخاب، وذلك في الدول الآتية: مصر، الأردن، الإمارات، لبنان، إيران، تركيا، الولايات المتحدة، كندا، أستراليا، السويد، بريطانيا، فرنسا، نيوزليندا، ألمانيا، بلجيكا، هولندا، لدنمارك، فلندا وروسيا.

## تداعيات
بعد انتهاء العملية الانتخابية، فرضت القوات العراقية حظر تجول على بغداد خلال الليل. وقد وقعت هذه الانتخابات تحت إجراءات أمنية مشددة. ويحذر بعض المرشحين من تزوير الانتخابات. وتواجه الحكومة الحالية برئاسة المالكي انتقادات واسعة من أهمها تدهور الوضع الأمني في بعض المحافظات وصعوبات في اقتصاد العراق. كما تتهم الحكومة بتعميق الطائفية في العراق.

## أعمال عنف
شهدت الانتخابات العراقية أعمال عنف في بعض المدن العراقية:
- في كركوك: قتلت امرأتان من عائلة واحدة في انفجار عبوة ناسفة.[22][23]
- في تكريت: مقتل شرطي في انفجار حزام ناسف في إحدى مراكز الاقتراع.
- قرب كركوك: مقتل موظفان في المفوضية العليا للانتخابات واصابة ضابطان في الجيش نتيجة هجوم بعبوتين ناسفتين.[24]
- في بعقوبة: قتل 4 أشخاص في انفجار عبوة ناسفة قرب مركز انتخابي.[10][12][25]

## النتائج
أعلنت المفوضية العليا المستقلة للإنتخابات عن نتائج الإنتخابات يوم الإثنين المصادف 19 - 5 - 2014م.
1. ائتلاف دولة القانون - 92 مقعداً - حل أولا في 10 محافظات وهي بغداد والبصرة وذي قار وبابل وواسط والنجف وكربلاء والقادسية وميسان والمثنى، فيما حل ثانيا في ديالى بعد قائمة «ديالى هويتنا».
2. التيار الصدري كتلة الاحرار - 33 مقعداً - بكتله الثلاثة الأحرار (28 مقعد) وتيار النخب (3 مقاعد) وتجمع الشراكة (مقعدين).
3. ائتلاف المواطن المجلس الاعلى الإسلامي العراقي - 30 مقعداً.
4. ائتلاف متحدون للإصلاح - 23 مقعداً - حل أولا في نينوى والانبار فيما حل ثانياً في صلاح الدين.
5. ائتلاف الوطنية - 21 مقعداً - حل ثانيا في بغداد.
6. الاتحاد الوطني الكردستاني - 19 مقعداً - حل أولا في كركوك فيما حل ثانيا في السليمانية وأربيل.
7. الحزب الديمقراطي الكردستاني - 19 مقعداً - حل أولا في دهوك وأربيل.
8. ائتلاف العربية - 10 مقاعد - حل أولا في صلاح الدين.
9. حزب التغير الكردستاني (كوران) - 9 مقاعد - حل أولا في السليمانية.
10. حزب الفضيلة والنخب - 6 مقاعد.
11. ائتلاف الإصلاح الوطني (الجعفري) - 6 مقاعد.
12. ديالى هويتنا - 5 مقاعد - حلت أولا في ديالى.
13. أئتلاف العراق - 5 مقاعد.
14. الحزب الإسلامي الكردستاني - 5 مقاعد.
15. التحالف المدني الديمقراطي - 3 مقاعد - كل من (فائق الشيخ علي ومثال الآلوسي وشروق العبايجي )